# جيني فنسنت
جيني فنسنت (بالإنجليزية: Jenny Vincent)‏ هي مغنية أمريكية، ولدت في 22 أبريل 1913، وتوفيت في 8 مايو 2016.

## روابط خارجية
- جيني فنسنت على موقع أول ميوزيك (الإنجليزية)
- جيني فنسنت على موقع ديسكوغز (الإنجليزية)